# Saurosuchus galilei
Il saurosuco (Saurosuchus galilei) è un grande arcosauro carnivoro vissuto nel Triassico superiore in Argentina.

## Il superpredatore del Triassico
L'aspetto di questo animale era davvero impressionante: si pensi a un gigantesco coccodrillo lungo 7 metri, dalle zampe lunghe e con il corpo sollevato dal terreno. Il cranio era più alto di quello di un coccodrillo e meno ossificato, e le fauci erano armate di lunghi denti taglienti. Il peso di questo enorme predatore, il più grande del suo ecosistema, doveva aggirarsi intorno alle due tonnellate. La lunga coda muscolosa era tenuta con ogni probabilità sollevata dal terreno, e il collo corto e robusto reggeva la grande testa.

## Caccia ai dicinodonti

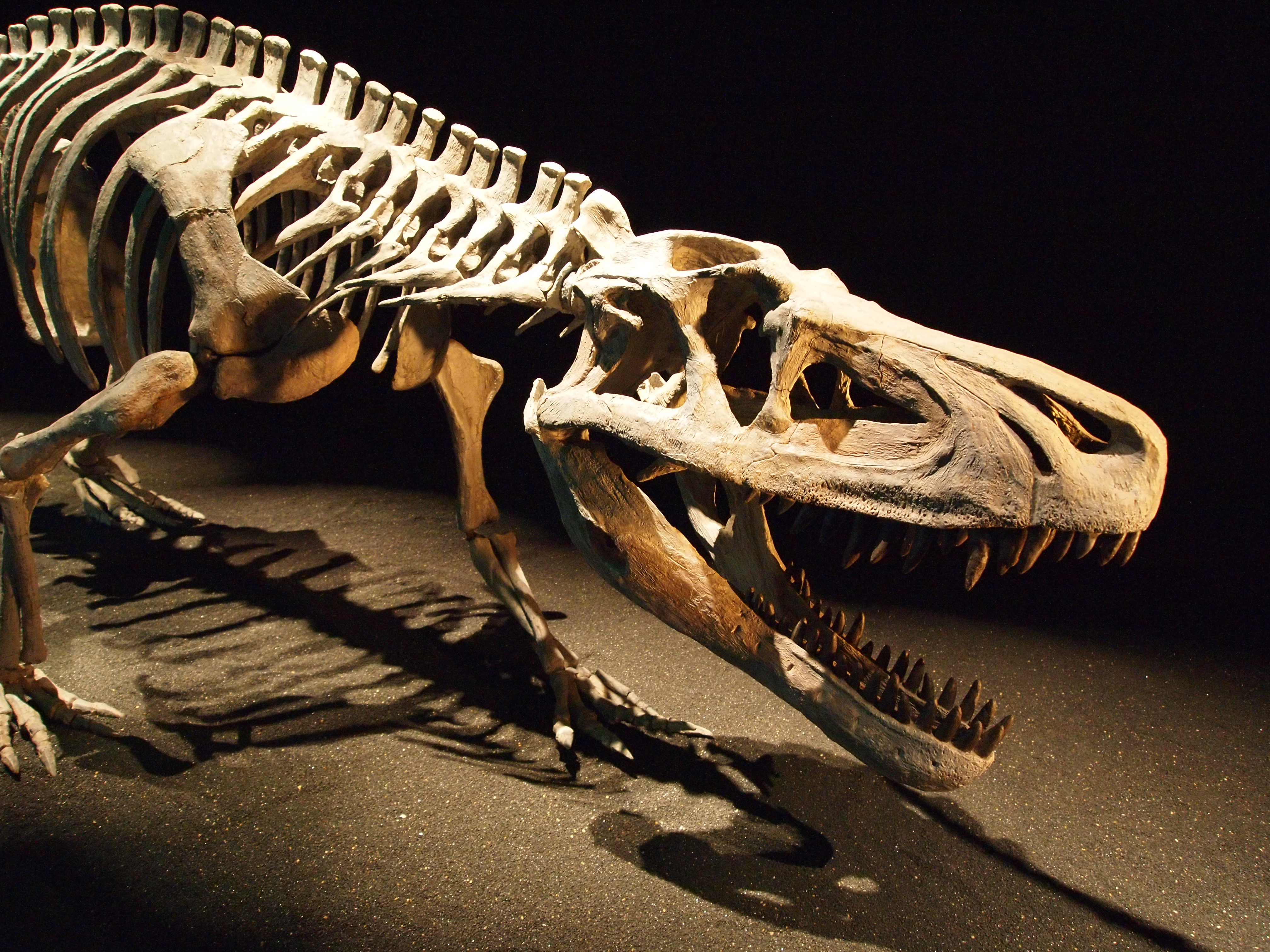
Cranio di Saurosuchus galilei

Saurosuchus, descritto per la prima volta da Osvaldo Reig nel 1959, era un arcosauro predatore appartenente al gruppo dei rauisuchi, grandi predatori diffusi un po' in tutto il mondo, in passato classificati fra i cosiddetti tecodonti. Saurosuchus era uno dei più grossi, e visse agli inizi del Triassico superiore (230 milioni di anni fa) in quella che è oggi l'Argentina. I suoi resti sono stati ritrovati nella formazione di Ischigualasto, insieme ai resti di grandi dicinodonti erbivori (le sue probabili prede principali) e di dinosauri primitivi. Nella successiva formazione di Los Colorados non si trovano i resti di Saurosuchus, bensì quelli di un suo parente prossimo denominato Fasolasuchus tenax, il cui cranio, lungo circa un metro, suggerisce una specializzazione nel predare grandi dinosauri erbivori come Riojasaurus.